# Emanuel Cook
Emanuel Cook (Riviera Beach, 20 gennaio 1988) è un giocatore di football americano statunitense attualmente free agent, che ha giocato nel ruolo di safety nella National Football League (NFL).  Al college ha giocato a football alla University of South Carolina.

## Carriera professionistica
Dopo non essere stato scelto nel draft 2009, Cook divise l'annata tra le squadre di allenamento dei New York Jets e dei Tampa Bay Buccaneers. La stagione successiva la passò con gli Hartord Colonials della United Football League e di nuovo ai Jets dove disputò le prime quattro gare da professionista in cui mise a segno 4 tackle. Nel 2011 iniziò la stagione disputando 8 partite coi Jets e la terminò coi Baltimore Ravens giocando altre 5 partite. Nella stagione 2012 fu parte della squadra di allenamento dei Ravens senza scendere però mai in campo, in un'annata in cui la squadra vinse il Super Bowl XLVII.

## Palmarès
- Super Bowl : 1

Baltimore Ravens: Super Bowl XLVII
- American Football Conference Championship: 1

Baltimore Ravens: 2012

## Statistiche
| Partite totali      | 17 |
| Partite da titolare | 0  |
| Tackle totali       | 10 |
| Sack                | 0  |
| Intercetti          | 0  |

Statistiche aggiornate al 6 febbraio 2013